# Terramar (lugar fictício)
Terramar é um mundo fictício criado por Ursula K. Le Guin para o seu conto  "The Word of Unbinding", publicado em 1964. Mais tarde, Terramar tornou-se o cenário dos seis livros que compõem o Ciclo de Terramar, começando por A Wizard of Earthsea em 1968, ao qual se seguiram Os Túmulos de Atuan (1971), A Praia mais Longínqua (1972), Tehanu, o Nome da Estrela (1990), Num Vento Diferente (2001) e o livro de contos Tales from Earthsea (2001).

## Geografia
O mundo de Terramar é composto por um vasto arquipélago de centenas de ilhas rodeadas por oceanos pouco explorados.

## Obras do Ciclo de Terramar
- A Wizard of Earthsea (O Feiticeiro e a Sombra), 1968
- The Tombs of Atuan (Os Túmulos de Atuan), 1971
- The Farthest Shore (A Praia mais Longínqua), 1972 (Vencedor do National Book Award)
- Tehanu: The Last Book of Earthsea (Tehanu, o Nome da Estrela), 1990 (vencedor do prémio Nebula, em 1990,[1] e do prémio Locus, em 1991[2])
- The Other Wind (Num Vento Diferente), 2001 (vencedor do World Fantasy Award, em 2002)[3]